# Gerard Plessers
Gerard Plessers (født 30. marts 1959 i Overpelt, Belgien) er en tidligere belgisk fodboldspiller, der spillede som forsvarer. Han var på klubplan tilknyttet Standard Liège, KRC Genk og KV Kortrijk i hjemlandet, samt tyske Hamburger SV. Han spillede desuden 13 kampe for det belgiske landshold, hvori han scorede ét mål. Han var en del af den belgiske trup til både EM i 1980 og VM i 1982.